# グリーンピア三木
グリーンピア三木（グリーンピアみき）は、兵庫県三木市にかつて所在したグリーンピアの施設である。

## 概要
政府のグリーンピア廃止・売却決定により、2005年（平成17年）12月、兵庫県へ譲渡された。
施設が広いため、施設内には無料バスが出ていた。ペット同伴で入ることはできなかった。
事業主変更のため、2015年12月13日をもっていったん営業終了。県から施設の新運営者となる延田エンタープライズへ土地・建物を約11億円で売却し、NESTA RESORT KOBE（ネスタリゾート神戸）としてリニューアルした。2016年7月1日に第1章としてホテル部分等がリニューアルオープンし、それ以降順次他の部分もリニューアルオープンしている。

### 要目
- 所在地 - 兵庫県三木市細川町槙山894番地の60号
- 敷地面積 - 約347万m2（甲子園球場の235倍）

## 施設
- イルミネーションメイズ
- セグウェイ
- パターゴルフ
- アドベンチャートリム（閉鎖中）
- サイクリング
- プール（夏季）
- スケート場（冬季）
- ランドカー
- 冒険迷路
- ゴーカート
- レインボースライダー
- ローリングコースター
- グランプリカート三木（サーキット）
  - 全長468m、幅5-8m、右回りのコースである。近年はこのコースを使い、ランニングバイクの大会「WESTJAPANライダーズカップ」が開催されていた。
  - グリーンピア三木最終営業日となる2015年12月12日・13の両日は、ランニングバイクファンがこのコースとの最後の別れを惜しむため「MIKIスマイルカップ/1時間耐久」が開催された。
- キャンプ場
- 卓球場
- 野球場
- グラウンドゴルフ場
- フットサルコート

## 交通アクセス
- 神戸電鉄緑が丘駅から神姫バス「グリーンピア三木」下車
- 兵庫県道85号神戸加東線
- 山陽自動車道三木東インターチェンジから約2分

### 駐車料金
- 大型車：2,000円
- 小型車：500円
- オートバイ：200円

ただし、午後4時から午後9時までは無料になっていた。